# Anthemis urvilleana
Espèce
Anthemis urvilleana est une espèce de plantes dicotylédones de la famille des Asteraceae, sous-famille des Asteroideae, endémique de l'archipel maltais.

## Taxinomie
L'espèce Anthemis urvilleana a été décrite par Carlo Pietro Stefano Sommier & Alfredo Caruana Gatto et publiée en 1915 dans le Bolletino del Reale Orto Botanico Palermo n.s., 1: 178. Toutefois certains auteurs considèrent qu'il s'agit d'une sous-espèce d’Anthemis secundiramea, sous le nom d’Anthemis secundiramea subsp. urvilleana (DC.) R.Fernandes. 

### Synonymes
Selon The Plant List (19 juillet 2021) : 
- Anthemis secundiramea var. urvilleana DC.
- Anthemis urvilleana (DC.) Sommier & Caruana